# Onthophilus tuberculatus
Onthophilus tuberculatus är en skalbaggsart som beskrevs av Lewis 1892. Onthophilus tuberculatus ingår i släktet Onthophilus och familjen stumpbaggar. Inga underarter finns listade i Catalogue of Life.